# Sigetec Ludbreški
Sigetec Ludbreški falu Horvátországban, Varasd megyében. Közigazgatásilag Ludbreghez tartozik.

## Fekvése
Ludbregtől 2 km-re északkeletre a Drávamenti-síkságon fekszik.

## Története
A települést 1464-ben már "Siget" alakban említik a ludbregi uradalom részeként. 1468-ban az uradalommal együtt a Thuróczy család birtoka lett, majd 1695-től a Batthyányaké, akik egészen a 20. századig voltak a földesurai. 
1857-ben 199, 1910-ben 388 lakosa volt. 1920-ig Varasd vármegye Ludbregi járásához tartozott. 2001-ben 209 háza és 765 lakosa volt.

## Nevezetességei
- Szent Margit tiszteletére szentelt kápolnája.
- A Gradina Štuk régészeti lelőhely[2] mintegy 1 km-re nyugatra a Sigetec településtől, a Bednja régi medre mentén, az azonos nevű erdőben található. Az erőd ovális alakú, körülbelül 70 m x 45 m méretű, és körülbelül 20 m széles vizesárok veszi körül. A feltételezések szerint a 14. században épült és a 16. században rombolták le. Későközépkori, paliszádfallal körülvett vár volt, mely a lakosság menedékhelyéül szolgálhatott. Régészetileg feltáratlan, a horvát kulturális örökség része. Örökségvédelmi jegyzékszáma: Z-1939.[3][4]